# Уикенд (фильм, 1967)
«Уикенд» (англ. Week End) — кинофильм режиссёра Жана-Люка Годара, вышедший на экраны в 1967 году и поставленный по мотивам новеллы Хулио Кортасара «Южное шоссе». Картина сюрреалистическая, чёрная комедия. Одно из наиболее ярких творений новой волны и наиболее значительных картин в творчестве Годара.

## Сюжет
Супружеская пара Ролан и Корин собирается провести уикенд на природе. На деле они задумали убить отца Корин с целью завладеть наследством. Сразу после расправы над свёкром муж собирается прикончить жену. Корин вынашивает аналогичные планы.
Поездка на автомобиле оказывается не столь легким предприятием. Начальная сцена — нескончаемая пробка на несколько километров, в которую попали герои. Сюрреалистическое путешествие сквозь пробку становится основой сюжета. Время от времени героев, которые бросают свою машину, задерживают кровавые аварии, террористические акты, в которых без счёту гибнут люди. В этом пути Ролан и Корин сталкиваются со сказочными персонажами, героями фильмов и сами начинают давать понять зрителю, что догадываются о вымышленности всего происходящего вокруг. В конце концов героям удаётся добраться до цели и застать отца Ролана мёртвым. Супруги убивают свою свекровь. В финале они сталкиваются с группой хиппи-каннибалов, которые убивают мужа Корин.
Фильм заканчивается титрами: «Конец истории. Конец кинематографа».

## В ролях
- Мирей Дарк — Корин
- Жан Янн — Ролан
- Жан-Пьер Кальфон — лидер FLSO
- Жюльет Берто — активистка FLSO (в титрах не указана)
- Анн Вяземски — девушка на ферме (в титрах не указана)
- Поль Жегофф — пианист (в титрах не указан)
- Жан-Пьер Лео — Сен-Жюст / человек в телефонной будке (в титрах не указан)
- Ласло Сабо — араб (в титрах не указан)
- Жан Эсташ — автостопщик (в титрах не указан)

## Премии и номинации
- 1968 фильм участник основного конкурсного показа Берлинского кинофестиваля